# Socha rudoarmějce (Šlapanice)
Socha rudoarmějce stojí v parčíku na křižovatce ulic Brněnská a Čechova ve Šlapanicích v okrese Brno-venkov. Je chráněna jako kulturní památka České republiky.

## Historie
V roce 1948 byl jako projev díků Rudé armádě postaven pískovcový pomník rudoarmějce od šlapanického sochaře Stanislava Hanzla. Šlapanice byly na konci druhé světové války osvobozeny 24. dubna 1945, při bojích padlo 94 rudoarmějců a tři Rumuni, při náletech a během bojů zemřelo 28 místních občanů. V roce 2017 byly socha opravována. V letech 1968 a 2018 byla soše uražena hlava.

## Popis
Na hranolovém podstavci s čtvercovým půdorysem je na přední straně datum osvobození:
| „ | 24. 4. 1945 | “ |

Na levém boku je nápis:
| „ | S. HANSEL 1948 | “ |

Na podnoži na podstavci stojí v nadživotní velikosti socha rudoajmějce v kontrpostu nakročené pravé nohy. Na levém rameni má splývající vojenský plášť, který je bohatě řasený. Přes pravé rameno má přehozenou brašnu, v pravé ruce drží samopal. Na hlavě má vojenskou čepici.
Jako materiál je použitý kámen, pískovec a bronz.